# Józef Panuś
Józef Panuś (ur. 22 lutego 1963) – polski piłkarz, grający na pozycji pomocnika oraz trener piłkarski.

## Życiorys
Karierę piłkarską zaczynał w 1978 roku w Borze Borzęta (obecnie Sokół), skąd przeniósł się do Dalinu Myślenice. Odbył służbę wojskową w Wyższej Oficerskiej Szkole Lotniczej im. Jana Krasickiego w Dęblinie, podczas której występował w zespole Orlęta Dęblin. Po jej zakończeniu powrócił do Myślenic. W 1986 roku przeniósł się do GKS Tychy, który występował wówczas w III lidze. W zespole tym występował do 1991 roku i opuścił go w wyniku konfliktu z trenerem Janem Benigierem, który miał zablokować jego transfer do BSG Wismut Gera. W sezonie 1991/1992 występował w Ekstraklasie jako zawodnik Zagłębia Sosnowiec, w którym rozegrał 17 meczów. W kolejnych latach grał w Dalinie Myślenice, Karpatach Siepraw oraz Sokole Borzęta.
Po zakończeniu kariery piłkarskiej był trenerem m.in. takich zespołów jak Tempo Rzeszotary, Karpaty Siepraw, Pcimianka Pcim, Gościbia Sułkowice, Sokół Borzęta. Obecnie pracuje jako konserwator w szkole zawodowej w Dobczycach.
W 2021 roku wziął udział w trzeciej edycji programu Ninja Warrior Polska, gdzie został zapamiętany jako autor „Hymnu Ninja Warrior Polska”, akompaniując sobie na akordeonie. Amatorsko zajmuje się rzeźbiarstwem.